# Carl Erik Hallström (1711–1790)
Carl Erik Hallström, född 29 november 1711 i Frustuna socken, Södermanlands län, död 31 januari 1790 i Örtomta socken, Östergötlands län, var en svensk präst.

## Biografi
Carl Erik Hallström föddes 1711 på Smesta i Frustuna socken. Han var son till kronolänsmannen i Daga härad Sven Pehrsson (Sorre) och Catharina Andersdotter. Hallström blev 1730 student vid Uppsala universitet och blev 5 juni 1749 magister ultimus. Han prästvigdes 1741 för Strängnäs stift och blev 1744 kyrkoherde i Danderyds pastorat med tillträde 1745. Hallström blev 1749 kyrkoherde i Örtomta pastorat och tillträde 1751. Han var mellan 1760 och 1789 kontraktsprost i Bankekinds kontrakt. Hallström avled 1790 i Örtomta socken och begravdes 14 februari med likpredikan av svärsonen Carl Gustaf Ekmansson.
Hallström var opponent vid prästmötet 1753, predikant vid prästmötet 1758 och preses vid prästmötet 1768. Han var mellan 1771 och 1772 riksdagsman och ledamot av sällskapen Pro Fide et Christianismo och Pro Patria.

### Familj
Hallström gifte sig 1745 med Maria Elisabeth Decker (1726–1806). Hon var dotter till komministern Henning  Decker i Hyltinge socken. De fick tillsammans barnen Ulrica (1746–1746), Hedvig (1747–1747), Henning, Carl Mauritz (1751–1764), Hedvig (1756–1757), Eva (1757–1849), Maria och Gustaf (1767–1767).